# Dubiaranea deelemanae
Dubiaranea deelemanae is een spinnensoort uit de familie hangmatspinnen (Linyphiidae). De soort komt voor in Borneo.